# UGC 12591
UGC 12591 est la seconde plus massive des galaxies spirales, après ISOHDFS_27. Elle est située à environ 400 millions d'années-lumière de la Terre dans la constellation de Pégase. En outre, elle est la galaxie spirale ayant la plus grande vitesse de rotation connue, d'environ 480 km/s, soit pratiquement le double de celui de notre galaxie, la Voie Lactée. 
La galaxie a une masse évaluée à 4 fois celle de la Voie lactée, ce qui en fait la seconde des galaxies spirales les plus massives connues à ce jour.